# 和田茂穂
和田 茂穂（わだ しげほ、1935年12月16日 - 2023年2月9日）は、日本の流通学者。千葉経済大学短期大学部ビジネスライフ学科教授。経営学、マーケティング、流通システム論などの授業を担当。

## 来歴
東京都出身。早稲田大学文学部卒業、日本経済新聞記者となり、論説委員などを務め、流通関係の分野を専門とする。その後、千葉経済大学短期大学部教授となる。近年、商店街の再活性化などで和田の著書が参考にされる事が多い。
2023年2月9日、87歳で死去した。

## 主著
- 現代の流通産業・日経文庫 (ISBN 978-4-532-01416-2)
- 小売業の街づくり戦略・中央経済社 (ISBN 978-4-481-36354-0)